# Millettia brachycarpa
Millettia brachycarpa är en ärtväxtart som beskrevs av Elmer Drew Merrill. Millettia brachycarpa ingår i släktet Millettia och familjen ärtväxter. IUCN kategoriserar arten globalt som livskraftig. Inga underarter finns listade i Catalogue of Life.